# Mediona
Mediona es un municipio español de la comarca del Alto Panadés, perteneciente a la provincia de Barcelona, Cataluña. Limita con la comarca del Anoia y es uno de los municipios más extensos de la comarca. Según datos de 2009 su población era de 2360 habitantes. La cabecera municipal corresponde a la localidad de Sant Joan de Mediona.

## Historia
El castillo de Mediona, perteneciente a la familia del mismo nombre, formaba parte del condado de Barcelona. Aparece citado ya en un documento de 1011. La familia de los Mediona tuvo la posesión del castillo hasta mediados del siglo XIII cuando pasó a manos de la familia Barberà. En 1616, Guillem de Barberà vendió el castillo y las tierras a Joan Ferrer, un comerciante de San Pedro de Riudevitlles. En 1632 pasó a formar parte del ducado de Cardona.

## Demografía
Mediona cuenta con una población de 2637 habitantes (INE 2024).
| Gráfica de evolución demográfica de Mediona entre 1842 y 2021                                                         |
| |
| Población de derecho según los censos de población del INE. Población de hecho según los censos de población del INE. |

## Cultura
El castillo de Mediona está considerado como bien de interés cultural por la Generalidad de Cataluña. Situado sobre la cima de una montaña, en origen estaba formado por diversos recintos. Se conserva una torre de base cuadrada del siglo XV de tres pisos de altura. El interior está comunicado por una escalera de caracol También son visibles los cimientos de una torre de base redonda.
La iglesia del castillo, cuya construcción se inició en el siglo XII es de nave única. La cubierta es de bóveda apuntada y está presidida por un ábside poligonal. La cubierta del ábside se añadió en el siglo XIV y es de bóveda de nervadura. Tiene también una capilla de estilo neoclásico que fue añadida en el siglo XVIII. La iglesia fue profanada en 1936 y restaurada por completo en 1940.
La parroquia de Sant Joan de Mediona está dedicada a Sant Joan de Conilles. Se trata de un edificio de base románica, documentado ya en 1299. El edificio ha sufrido diversas modificaciones aunque pueden verse aún vestigios de la etapa románica. En su interior se encuentran unos capiteles románicos. Otro edificio románico es la iglesia de San Pedro Sacarrera, citada en documentos de 1030. Es también de nave única cubierta con tejado. Tiene un ábside en semicírculo decorado con arquerías y bandas de estilo lombardo.
Sant Joan de Mediona celebra su fiesta mayor en el mes de julio, concretamente el último fin de semana. El resto de localidades lo hace en el mes de agosto excepto les Cases Noves que lo hace en el mes de mayo.

## Economía
La principal actividad económica es la agricultura, destacando el cultivo de cereales. La ganadería es de poca importancia. 
Dispone de un par de fábricas que dan vida al pueblo, una textil y otra de manipulación de papel.
En el municipio hay diversas urbanizaciones y dispone de su propia emisora de radio local.